# 11519 Адлер
11519 А́длер (1991 GZ4, 1976 GX, 1997 BX9, 1999 NC11, 11519 Adler) — астероїд головного поясу, відкритий 8 квітня 1991 року.
Тіссеранів параметр щодо Юпітера — 3,512.
Названий на честь засновника індивідуальної психології Альфреда Адлера.